# كرو غرين (تشيشير)
كرو غرين (بالإنجليزية: Crewe Green)‏ هي قرية وأبرشية مدنية تقع في المملكة المتحدة في إنجلترا. يقدر عدد سكانها بـ 140 نسمة.